# Rock Point (Maryland)
Rock Point – jednostka osadnicza w Stanach Zjednoczonych, w stanie Maryland, w hrabstwie Charles.